# Дубовка (Каркаралинский район)
Дубовка (каз. Дубовка) — упразднённое село в Каркаралинском районе Карагандинской области Казахстана. Входило в состав Ынталинского сельского округа. Упразднено в 1990-е годы.

## Население
По переписи 1989 года в селе проживало 97 человек. Национальный состав: казахи — 74 %.